# Klangfarbenmelodie
Klangfarbenmelodie ist ein Terminus, den Arnold Schönberg am Schluss seiner Harmonielehre aufwarf, um eine Folge von „Klangfarben, deren Beziehung untereinander mit einer Art Logik wirkt, ganz äquivalent jener Logik, die uns bei der Melodie der Klanghöhen genügt“, zu entwerfen. Kompositorisch hat Schönberg eine Klangfarbenmelodie im dritten seiner Fünf Orchesterstücke op. 16 (1909), ursprünglich Farben betitelt, realisiert. 
Ansätze zur Klangfarbenmelodie finden sich bereits in Wagners Vorspiel zum Rheingold (1869), wo eine statische Es-Dur-Fläche allein durch Instrumentation, also durch Klangfarbenwechsel, belebt wird. In der Orchesterbehandlung des Impressionismus wird Klangfarbenmelodie zum verbreiteten Gestaltungsmittel. 
Im Unterschied zu Schönbergs Idee der Eigenständigkeit der Klangfarbe, verdeutlicht sie bei Weberns Orchestrierung von Bachs „Ricercar zu 6 Stimmen“ aus dem Musikalischen Opfer (1935) die Tonhöhenstruktur der Komposition, die sich somit zugleich als Farbstruktur darstellt. 
In der Neuen Musik seit den 1960er Jahren wird Klangfarbe definitiv zu einem eigenständigen Arbeitsfeld, ohne dass der Terminus benannt oder analytisch beschrieben wird.